# Orlando Romero Cabrera
Orlando Romero Cabrera (* 21. Dezember 1933 in Fagina) ist emeritierter Bischof von Canelones.

## Leben
Orlando Romero Cabrera empfing am 15. Dezember 1957 die Priesterweihe.
Papst Johannes Paul II. ernannte ihn am 26. Mai 1986 zum  Titularbischof von Gubaliana und zum Weihbischof in Montevideo. Die Bischofsweihe spendete ihm der Erzbischof von Montevideo, José Gottardi Cristelli SDB, am 13. Juli desselben Jahres; Mitkonsekratoren waren Pablo Jaime Galimberti di Vietri, Bischof von San José de Mayo, und Raúl Horacio Scarrone Carrero, Weihbischof in Montevideo. 
Am 25. Oktober 1994 wurde er zum Bischof von Canelones ernannt. Am 23. Februar 2010 nahm Papst Benedikt XVI. sein aus Altersgründen vorgebrachtes Rücktrittsgesuch an.